# 모바일 바이러스
모바일 바이러스(Mobile virus)는 휴대전화와 무선기기(PDA 등)를 타게팅한 악성 소프트웨어를 말한다. 휴대전화와 PDA네트워크가 점점 보편화되고 정교해짐에 따라, 모바일 바이러스를 막는 것이 어려워지고 있다. 주로 앱을 가장하여 사용자의 설치를 유도해 침투하는 형태로 이루어져있다.

## 유형
크게 세 종류의 악성 소프트웨어가 모바일 기기에 영향을 끼친다.
- 웜: 웜은 주로 텍스트 메시지(SMS)를 통해 전송되거나 멀티 메시지(MMS)를 통해 전송되며, 유저의 상호작용 없이 일어난다. 이 악성 소프트웨어의 주 목적은 자기자신을 복제하고 퍼뜨려 운영체제를 망가뜨리는 것이다.
- 트로이 목마: 이 바이러스는 모바일에 다운로드 받는 것으로 생긴다. 트로이의 목마는 위험하지 않고 매력적으로 보여 사람으로 하여금 실행하게 한다. 실행되면 이 자체로 파괴력을 가지고 정상 작동을 하지 못하게 한다.
- 스파이 웨어: 앱을 설치하게 유도하여 지속적으로 사용자의 정보를 빼내는 바이러스다. 시스템에 악영향을 미치지 않는 경우가 많다. 가장 문제가 되는 종류인데, 대부분의 사용자가 앱 설치시 앱이 사용가능한 권한을 제대로 읽지 않아 스파이웨어를 다운 받을 확률이 크기 때문이다. 가끔 앱스토어, 마켓등에서도 스파이웨어가 발견되는 등 식별하기 힘든 바이러스이다.

## 같이 보기
- 컴퓨터 바이러스
- 악성 소프트웨어
- 모바일 보안
- 트로이 목마
- 웜
- 모바일 운영체제